# Dieter Klein (Kunsthistoriker)
Dieter Klein (* 23. April 1942 in Kukan bei Gablonz an der Neiße, Reichsgau Sudetenland) ist ein in München und Wien ansässiger Kunsthistoriker.
Klein absolvierte seine Schulzeit in Wien, war dann mehrere Jahre in der Donauschifffahrt und als Reiseleiter unterwegs und erwarb auf dem zweiten Bildungsweg das Doktorat der Kunstgeschichte in München mit einer Arbeit über Martin Dülfer. Es folgten Lehraufträge an der Universität München und der Universität Salzburg, sowie zahlreiche Publikationen, Ausstellungen und Vorträge zur Architektur des 19. und 20. Jahrhunderts. 1994 bis 1998 war Klein Leiter der „Dokumentationsstelle zur Erfassung der Kulturdenkmäler in den historischen deutschen Siedlungsgebieten“. Klein ist ein engagierter Verfechter des Denkmalschutzes. Außerdem ist ihm ein besonderes Anliegen, zur Verständigung und Freundschaft zwischen den ehemaligen Sudetendeutschen und Tschechen beizutragen.

## Publikationen
- Martin Dülfer, Wegbereiter der deutschen Jugendstilarchitektur. Diss. Universität München, München 1981, ISBN 3-87490-531-4.
- mit Martin Kupf, Robert Schediwy: Wiener Stadtbildverluste seit 1945. Wien 2001, 2004, 2005, ISBN 3-8258-7754-X.
- mit Robert Hölzl, Markus Landerer: Münchner Maßstäbe. Der Siegeszug der Münchner Architektur im 19. Jahrhundert. München 2008, ISBN 978-3-937200-50-7.
- Wiener Abreißkalender sowie Münchener Abreißkalender (seit 1985)